# Directorio-K
Directorio-K es una organización ficticia Internacional de crimen organizado en la serie de televisión Alias. El Directorio-K entre muchas de sus actividades, acapara la extorsión, el comercio de inteligencia y armas a nivel internacional. Fue fundada por exagentes de la KGB y personas poderosas de la antigua Unión Soviética y de Europa del Este que invierten su dinero en el comercio del espionaje tras la Guerra fría. El Directorio-K con sede en San Petersburgo, es el principal enemigo de la Alianza de los Doce y también uno de los de la CIA
El Directorio-K ha estado adquiriendo un gran número de artefactos de Rambaldi a lo largo de los años, llegando a tener un 15% de la obra de Rambaldi en su poder, incluyendo el diario de Rambaldi el cual, contiene la Página 47. Uno de sus principales agentes  fue la espía soviética de origen cubano Anna Espinosa.
El Directorio-K conoció su caída cuando una nueva y misteriosa organización criminal dirigida por un misterioso personaje al que hacen llamar (El Hombre), el cual parece conocer todos los pasos del Directorio-K entra en escena. El Hombre ordenó lanzar un ataque sobre el SD-6 y había destruido a la FTL, rival del Directorio-K en Asia. Todos los ataques a los enemigos del Directorio-K fueron preparados para provocar su acercamiento al El Hombre. El SD-6 intercepta una trasmisión en la cual se prepara una reunión entre la organización criminal de El Hombre y el Directorio-K en Moscú para acordar un trato de colaboración y así compartir la tecnología de Rambaldi. Sydney Bristow y Marcus Dixon son enviados por Arvin Sloane para escuchar la reunión. Julian Sark ofrece transferir 100,000,000.00 $ a las cuentas del Directorio-K en las Islas Caimán. A cambio, Sark exige el diario Rambaldi. La oferta es rotundamente rechazada por Ilyich Ivankov jefe del Directorio-K, y Sark inmediatamente lo asesina. La mano derecha de Ilyich Ivankok en el Directorio-K Lavro Kessar toma el mando y el si acepta la oferta. Todo había sido orquestado por El Hombre para acabar con el Directorio-K y adquirir todos su artefactos de Rambaldi. En una reunión informativa Arvin Sloane informa a su equipo que el cuerpo de Ivankov fue entregado a la oficina central de Directorio-K embalado en una caja de bacalao de un pesquero del Atlántico del Norte. Kessar ha desaparecido y Sloane asume que Sark lo tiene como rehén hasta la entrega del cuerpo de Ivankov y la posterior entrega del Diario de Rambaldi en Túnez. Sloane envía a su equipo a Túnez y Sydney intercepta el diario antes de que Sark pueda tomar la entrega. Se presume la posterior muerte de Kessar y la disolución del Directorio-K.

## Personal conocido
- Brandon Dahlgren
- Anna Espinosa
- Noah Hicks
- Ilyich Ivankov
- Lavro Kessar

- Datos: Q3708986